# Мерены (Новоаненский район)
Мерены (также Мерень; рум. Mereni) — село в Новоаненском районе Молдавии. Относится к сёлам, не образующим коммуну.

## География
Село расположено на высоте 49 метров над уровнем моря.

## Население
По данным переписи населения 2004 года, в селе Мерень проживали 6174 человека (3036 мужчин, 3138 женщин).
Этнический состав села:
| Национальность | Число жителей | Процентный состав |
| -------------- | ------------- | ----------------- |
| молдаване      | 5805          | 94.02             |
| румыны         | 288           | 4.66              |
| украинцы       | 31            | 0.5               |
| русские        | 26            | 0.42              |
| болгары        | 12            | 0.19              |
| гагаузы        | 4             | 0.06              |
| цыгане         | 2             | 0.03              |
| прочие         | 6             | 0.1               |
| Всего          | 6174          | 100 %             |

В 2014 г. в селе проживали 5757 человек.

## Легенда
Согласно легенде, войско Стефана Великого, возвращаясь из похода, остановилось на привал в яблочном саду. Несколько воинов остались там и основали поселение. Название «Мерень» происходит от молдавского слова «мере» (рум. mere) — яблоки.
В 2017 году в селе был открыт памятник румяному яблоку. Памятник был изготовлен и доставлен из румынского города Бистрица.

## История
Мерены впервые упомянуты в документе Стефана Великого от 25 сентября 1474 года, согласно которому прошение одного резеша из Мерен было передано в суд. Село упоминается и в документах 1605 и 1796 гг.

## Экономика
В Меренах зарегистрировано 1664 экономических агента, в т.ч. 1 акционерное общество (S.A.), 25 обществ с ограниченной ответственностью (S.R.L.) и 49 индивидуальных предпринимателя. В селе расположен мясокомбинат Salamer, выпускающий колбасы и мясные изделия. Для обслуживания населения работают аптека, фирменные магазины Salamer, более 20 продовольственных и промтоварных магазинов, отделение "Молдинкомбанка".
На въезде в село со стороны Кишинёва расположена АЗС, осуществляющая также заправку автомобилей газом.
В настоящее время в селе реализуется проект строительства центрального водопровода и системы канализации со станцией очистки сточных вод ёмкостью 75 м3. Благодаря реализации этого проекта 213 домохозяйств будут оснащены водопроводом и современной канализацией. 

## Транспорт
Село Мерены связано с Кишинёвом регулярным автобусным сообщением. Автобусные перевозки ежедневно осуществляет транспортная компания Marion-Trans S.R.L.

## Образование
В Меренах имеются общеобразовательная школа-лицей "Emil Nicula" и начальная школа. Для дошкольного воспитания детей есть детский сад.

## Культура
В центре села располагается музей. Имеются дом культуры, библиотека, интернет-клуб. В селе есть православная церковь.

## Спорт
Для проведения спортивных соревнований и занятий спортом в селе имеются стадион и спортзал.